# کارنگ، کوهستان
کارنگ (به انگلیسی: Karang) یک منطقهٔ مسکونی در پاکستان است که در خیبر پختونخوا واقع شده‌است. کارنگ ۳۹ کیلومتر مربع مساحت دارد.